# إل سي إس 35
إل سي إس 35 هو لغز تشفيري وضعه عالم التشفير رون ريفست عام 1999.
ويتمثل التحدي في حساب القيمة {\displaystyle w=2^{2^{t}}{\pmod {n}}}
حيث t عدد صحيح كبير يقدر ب (79685186856218) و n عدد صحيح يقدر بالأرقام بالعدد 616 (أو 2048 بت) وهو نتاج عددين أوليين كبيرين (لم يتم إعطاءهما).